# الطفل في الإسلام
الطفل في الإسلام أو الإسلام والأطفال موضوع يشمل حقوق الأطفال في الإسلام، وواجبات الآباء والأمهات تجاه الأطفال، وحقوق الوالدين على أبنائهما، سواء الذكور والإناث. برغم إتساع المنهج الإسلامي وتفرع تشريعاته وأحكامه من خلال القرآن والسنة إلا انه لم يغفل جانب الأطفال.

## حقوق الطفل في الإسلام
تعد حقوق الطفل من أهم ما عُنت به التربية الإسلامية، وتأتي هذه الحقوق شاملة لمراحل نموه طفلاً، شاباً كبيراً «وكان فرض هذه الحقوق بإرادة الله وليست بثورة أو نظام سياسي».

## حقوق الطفل قبل ولادته

### حسن اختيار الزوجين
من أهم الحقوق التي أهتم بها الإسلام اختيار الزوجين حيث بُنِي على أساس الدين والخلق.
يقول الإمام الماوردي:«من أول حق الولد على أبيه: أن ينتقي أمه، ويتخير قبل الاستيلاد منهن الجميلة الشريفة الديّنة العفيفة، العاقلة لأمورها، المرضية في أخلاقها، المجرّبة بحسن العقل وكماله، المواتية لزوجها في أحوالها».
أيضاً أهتم الإسلام بسلامة الجنين من أصابتة بأمراض وراثية. قال ابن قدامة الحنبلي في المغني: «ويختار الأجنبية؛ فإنَّ ولدها أنجب، ولهذا يقال: (اغتربوا لا تضووا)؛ يعني: أنكحوا الغرائب؛ كيلا تضعُف أولادكم، ولأنَّه لا تؤمَن العداوة في النكاح وإفضاؤه إلى الطلاق، فإذا كان في قرابةٍ أفضى إلى قطيعة الرحم المأمور بصِلَتِها».

#### وحدة العقيدة بين الأب والأم
حرم الإسلام على المؤمنين الزواج بمشركات وورد هذا التحريم في سورة البقرة آية (221)
{ وَلَا تَنكِحُوا الْمُشْرِكَاتِ حَتَّىٰ يُؤْمِنَّ ۚ وَلَأَمَةٌ مُّؤْمِنَةٌ خَيْرٌ مِّن مُّشْرِكَةٍ وَلَوْ أَعْجَبَتْكُمْ ۗ وَلَا تُنكِحُوا الْمُشْرِكِينَ حَتَّىٰ يُؤْمِنُوا ۚ وَلَعَبْدٌ مُّؤْمِنٌ خَيْرٌ مِّن مُّشْرِكٍ وَلَوْ أَعْجَبَكُمْ}
وفي هذا يدل على الحق الذي منحه الأسلام للطفل بأن ينشئ في جو أسري آمن بعيدا عن خلافات الوالدين.

##### تأجيل إقامة الحد على المرأة الحامل حتى تضع حملها وترضعه
وهنا حمى الإسلام الجنين وهو في بطن أمه لأنه في موت الأم موت للجنين.
" وقد قال رسول الله صلى الله عليه وسلم للمرأة الغامدية التي أقرت بالزنى وطلبت العقوبة للتكفير:(اذهبي حتى تضعيه)
فذهبت حتى وضعته وفي أول يوم أتت به وقد لفَّته في خرقة (قطعة من القماش)
وقالت:
يا رسول الله طهرني من الزنا،
فنظر النبي صلى الله عليه وسلم إلى طفلها، وقلبه يتفطر عليه ألمًا وحزنًا،
من يُرضع الطفل إذا أقمنا عليها الحد؟!
من يقوم بشؤونه؟!
فقال لها: ارجعي وأرضعيه فإذا فَطَمْتيه فعودي إليّ
فذهبت إلى بيت أهلها.
وما يزداد الإيمان في قلبها إلا رسوخا
فأرضعت طفلها حتى فطمته،
وتأتي به وفي يده قطعه خبز يأكلها، ثم قالت: يا رسول الله قد فطمته فطهرني
فأخذ صلى الله عليه وسلم طفلها وقال:
«من يكفل هذا وهو رفيقي في الجنة كهاتين».واشار بإصبعيه السبابة والوسطى
ويؤمر بها فتدفن إلى صدرها ثم ترجم ".

### العلاقة الشرعية بين الأب والأم
ضمن الإسلام للطفل منع خلط الأنساب «نسبة المواليد غير الشرعيين في الدول غير الإسلامية مرتفعة جدا تصل في بعض الدول 50٪ من المواليد»
وهذا يدل على حق الطفل بأن ينشئ في جو أسري بين والديه.

#### نفقة المطلقة الحامل حتى تضع حملها
قال تعالى:{وَإِن كُنَّ أُولَاتِ حَمْلٍ فَأَنفِقُوا عَلَيْهِنَّ حَتَّىٰ يَضَعْنَ حَمْلَهُنَّ ۚ فَإِنْ أَرْضَعْنَ لَكُمْ فَآتُوهُنَّ أُجُورَهُنَّ} سورة الطلاق آية (6)
وفي ذلك حماية لحقوق الجنين في نفقة الأب عليه طوال فترة الحمل والأرضاع.

##### إباحة الفطر في رمضان للحامل (حق الطفل الصحي)
قال النبي صلى الله عليه وسلم: (إِنَّ اللَّهَ عَزَّ وَجَلَّ وَضَعَ عَنْ الْمُسَافِرِ شَطْرَ الصَّلاةِ وَالصِّيَامَ، وَعَنْ الْحَامِلِ وَالْمُرْضِع).
حرصاً على الجنين وسلامته فأنقطاع الأم عن التغذية يؤدي إلى إلحاق الأذى بهذا الجنين فقد أجاز الإسلام إفطار الأم الحامل في شهر رمضان.

### تحريم الأجهاض
حرم الإسلام إجهاض الجنين (ما لم يثبت عذر شرعي لذلك).

#### حقه المالي في الميراث والوصية والوقف
كفل الإسلام حقه في الميراث فمثلاً لو كان الجنين في بطن أمه لا يتم تقسيم الميراث إلا عند قدومه إلى الحياة.

## حقوق الطفل بعد ولادته

### حق الطفل في الشعور بالقبول
لم يقف الإسلام على حماية حقوق الطفل المادية بل أنه راعى حتى مشاعرة النفسية وجعل له حق بأن يشعر بالطمأنينة وراحه نفسية، " وقد عاب القرآن الكريم من يسخط بولادة الأنثى فقال تعالى:
(وَإِذَا بُشِّرَ أَحَدُهُم بِالْأُنثَىٰ ظَلَّ وَجْهُهُ مُسْوَدًّا وَهُوَ كَظِيمٌ (58) يَتَوَارَىٰ مِنَ الْقَوْمِ مِن سُوءِ مَا بُشِّرَ بِهِ ۚ أَيُمْسِكُهُ عَلَىٰ هُونٍ أَمْ يَدُسُّهُ فِي التُّرَابِ ۗ أَلَا سَاءَ مَا يَحْكُمُونَ)
وفي ذلك حماية لحقوق الأنثى
"كما أثنى رسول الله على من يحسن تربية الإناث فقال:
(من عال جاريتين حتى تبلغا جاء يوم القيامة أنا وهو هكذا - وضم إصبعية)"

#### حقه في الانتساب إلى شخص يحميه ويرعاه والمولود في الأسلام ينسب لأبيه

##### حقه في أسم مناسب يدعى له
أوجب الأسلام على الوالدين أن يكونو باريين بأبنائهم ومن مظاهر هذا البر أن يحسنو اختيار أسمائهم لقول رسول الله صلى الله عليه وسلم:
(أنكم تدعون يوم القيامة بأسمائكم وأسماء آبائكم، فأحسنوا أسماءكم).

### افتداؤه بذبيحة (العقيقة)
«وهي ذبيحة تذبح عنه في اليوم السابع من مولاده يقول رسول الله (الغلام مرتهن بعقيقته يُذبح عنه يوم السابع ويُسمى ويحلق رأسه)».

#### حقه في الطهارة والنظافة (الختان)
«وهو سنة مؤكدة للذكر»

### حقه في المأكل والمشرب والملبس من مال حلال
" حتى لا يُغذى بالحرام فلا بستجب الله دعاؤه فقد ذكر رسول الله صلى الله عليه وسلم (ذَكَرَ الرَّجُلَ يُطِيلُ السَّفَرَ أَشْعَثَ أَغْبَرَ، يَمُدُّ يَدَيْهِ إِلَى السَّماءِ يا رَبُّ.. يا رَبُّ، وَمَطْعَمُهُ حَرَامٌ، وَمَشْرَبُهُ حَرَامٌ، وَمَلْبَسُهُ حَرَامٌ، وَغُذِّيَ بِالْحَرَامِ، فَأَنَّى يُسْتَجَابُ لَهُ؟))رواه مُسْلمٌ

#### حقه في اللعب والترفية (الحق البدني)
أكد الإسلام على أهمية اللعب لدى الأطفال وحث الوالدين عل مشاركة أبناءهم اللعب.

##### حقه في التأديب والتربية والمراقبة
يقول رسول الله عليه السلام:
{ مروا أولادكم بالصلاة وهم أبناء سبع سنين، واضربوهم عليها وهم أبناء عشر وفرقوا بينهم في الضاجع}.
وأفضل مثال ل تربية الأبناء هو القدوة الحسنه أي انه لو نشئ الطفل في جو أسلامي يسوده الصلاة وقراءة القران فهنا سوف يقتدي ب والديه ولن يجتاج إلى نصح مباشر، فمثلا عندما تشاهد الطفله أمها تصلي فسوف تقوم بالوقوف بجانبها وتقليدها وهي تصلي.

### حقه في إبداء الرأي
كفل الإسلام للطفل حقه في التعبير عن رأيه ولكن ضمن الحدود المسموح بها ولنا خير قدوه في رسولنا محمد صلى الله عليه وسلم عندما
" أتي النبي ﷺ بقدح فشرب منه وعن يمينه غلام أصغر القوم، والأشياخ عن يساره، فقال: يا غلام أتاذن لي أن أعطي الأشياخ؟
قال: ما كنت لأؤثر بفضلي منك أحدا يا رسول الله فأعطاه إياه "

#### حق الطفل في الحماية
حيث ركز الإسلام على حماية الطفل وخاصة حمايته من التمييز العنصري وهذا ما أكد عليه رسول الله عندما قال: (لا فرق بين عربي ولا أعجمي ولا أبيض ولا أسود إلا بالتقوى)
```
كما حمى الإسلام الطفل من الإهمال والإساءة حيث تعددت الآيات القرآنية والأحاديث النبوية التي تدعو إلى حماية الطفل وتوصينا به، وتبلور ذلك في نظرة الرسول عليه الصلاة والسلام للطفل وتعامله معه أمام الصحابة ليكون قدوة لهم، كما وركز الإسلام على حماية الطفل في حالات الكوارث والطوارئ وضرب لنا مثلا حيا" في هجرة المسلمين من 
مكة
 إلى المدينة، وكيف أن الصحابة من الأنصار تعاملوا مع هذه الحالة الطارئة، وتم احتواء المهاجرين ليكونوا لبنة أساسية في مجتمعهم.. وأصبح الأطفال المهاجرين اخوة لباقي الأطفال وتقاسموا معهم الرزق واللعب والحقوق. 
```

##### حق الطفل في المشاركة
المجتمع الإسلامي مجتمع تشاوري (وشاورهم بالأمر)، فقد أعطى الإسلام للجميع وخاصة للأطفال الحرية في التعبير عن آراءهم، ومشاركتهم للكبار في اتخاذ القرار.

#### حق الطفل في النماء والبقاء، في الهوية والجنسية
أوصى الإسلام وأكد على موضوع التزاوج، والعلاقة السليمة بين الرجل والأنثى، وتغريب النكاح، ومباعدة فترات الحمل، وحق الطفل في النسب وغيره من الحقوق التي تؤدي إلى طفل سليم ومعافى، وذو خلق وتربية إسلامية سليمة تنعكس على المجتمع بأكمله.

## الأطفال في القرآن
- | الطفل في الإسلام | الْمَالُ وَالْبَنُونَ زِينَةُ الْحَيَاةِ الدُّنْيَا | الطفل في الإسلام |
- | الطفل في الإسلام | يُوصِيكُمُ اللَّهُ فِي أَوْلَادِكُمْ | الطفل في الإسلام |
- | الطفل في الإسلام | وَالْوَالِدَاتُ يُرْضِعْنَ أَوْلَادَهُنَّ حَوْلَيْنِ كَامِلَيْنِ | الطفل في الإسلام |
- | الطفل في الإسلام | وَإِذَا بَلَغَ الْأَطْفَالُ مِنكُمُ الْحُلُمَ فَلْيَسْتَأْذِنُوا كَمَا اسْتَأْذَنَ الَّذِينَ مِن قَبْلِهِم | الطفل في الإسلام |

## وأد البنات
انتشر في العصر الجاهلي وأد البنات وهو عبارة عن دفن البنت وهي على قيد الحياة. ولكن مع قدوم الإسلام فقد كفل لكل الإناث جميع حقوقهن
فحرم الإسلام وأد البنات؛ وجعلهن سبب في دخول من يقوم بتربيتهم الجنة فقد روي عن عبد الله بن عباس ـ  ـ قال: قال رسول الله ـ ﷺ ـ: «منْ وُلِدَتْ له ابنةٌ فلم يئِدْها ولم يُهنْها، ولم يُؤثرْ ولَده عليها ـ يعني الذكَرَ ـ أدخلَه اللهُ بها الجنة»

## الأطفال في الحديث
- حدثنا نصر بن داود الصاغاني ، حدثنا عبيد الله بن عمرو ، من أهل مكة ، حدثنا طلحة بن زيد ، عن الأعمش ، عن أبي وائل ، قال : أقبلت ابنة لعبد الله بن مسعود ، وهي جارية صغيرة ، فضمها إلى نحره ، ثم قبلها ، ثم قال : يا مرحبا ، يا ستر عبد الله من النار ، سمعت رسول الله صلى الله عليه وسلم يقول : من كانت له ابنة ، فأدبها ، وأحسن أدبها ، وغذاها ، فأحسن غذاءها ، وأسبغ عليها من النعمة التي أسبغ الله عليه ؛ كانت له ميمنة وميسرة من النار إلى الجنة[17]
- روى مسلم عن أنس بن مالك رضي الله عنه قال: قال رسول الله صلى الله عليه وسلم: من عال جاريتين حتى تبلغا، جاء يوم القيامة أنا وهو، وضم أصابعه[18]
- أن رسول الله صلى الله عليه وسلم كان يقبل الحسن بن علي، فقال الأقرع بن حابس: إن لي عشرة من الولد، ما قبلت منهم أحدا. فقال رسول الله صلى الله عليه وسلم: من لا يرحم، لا يرحم.[19]
- - قدم ناس من الأعراب على النبي صلى الله عليه وسلم فقالوا أتقبلون صبيانكم قالوا نعم فقالوا لكنا والله ما نقبل فقال النبي صلى الله عليه وسلم وأملك أن كان الله قد نزع منكم الرحمة[20]
- عن عبد الله بن شداد قال: "بينما رسول الله صلى الله عليه وسلم يصلي بالناس إذا أتاه الحسن أو الحسين، قال مهدي: أكبر الظن انه الحسين - - فركب على عنقه وهو ساجد، فأطال السجود بالناس حتى ظنوا انه قد حدث أمر، فلما قضى صلاته، قالوا: يا رسول الله لقد أطلت السجود حتى ظننا أنه قد حدث أمر؟ !قال: " أن ابني هذا قد ارتحلني فكرهت أن أعجله حتى يقضي حاجته ".
- صلى أبو بكر رضي الله عنه العصر، ثم خرج يمشي، فرأى الحسن يلعب مع الصبيان، فحمله على عاتقه، وقال: بأبي، شبيه بالنبي لا شبيه بعلي. وعلي يضحك.[21]
- حدثنا اسحق بن إبراهيم: أخبرنا يزيد بن هارون عن الحسن قال: «بينما رسول الله صلى الله عليه وسلم يحدث أصحابه إذا جاء صبي حتى انتهى إلى أبيه في ناحية القوم، فمسح رأسه وأقعده على فخذه اليمنى، قال فلبثت قليلا» فجاءت ابنة له حتى انتهت اليه فمسح رأسها وأقعدها في الأرض، فقال رسول الله صلى الله عليه وسلم «فهلا على فخذك الأخرى» ؟ فحملها على فخذه الأخرى، فقال صلى الله عليه وسلم «الآن عدلت». حديث مرسل، رجاله رجال الصحيح هي هيه يالعجيبة

- حدثنا أبو كامل مولى معاوية قال: «دخلت على معاوية أنا وخالد بن يزيد فإذا معاوية قد جثا على أربع وفي عنقه حبل وهو بيد ابنه يلعب معه صغيرا»، فلما دخلنا سلمنا عليه استحيا مني ثم قال: سمعت رسول الله صلى الله عليه وسلم يقول «من كان له صبي فليتصابا له».

- قال عبد الله بن عمر  لاحد الآباء: «أحسن أدب ابنك فانك مسؤول عن بره إياك».

- عن عاصم الأصول عن ابي عثمان الهمذي قال: «رأى المنصفق عمر بن الخطاب رضي الله عنه يقبل ابنه فقال: تقبل ابنك وأنت خليفه؟ لو كنت خليفه ما قبلت ابني- فقال: ما ذنبي ان كان الله تبارك وتعالى قد نزع منك الرحمة، انما يرحم الله عز وجل من عباده الرحماء». ذكر الراغب الاصفهاني ان المنصور بعث إلى من في الحبس من بني أمية من يقول لهم: ما أشد ما مر بكم في هذا الحبس ؟ فقالوا: «ما فقدنا من تربية أولادنا».

- أوصى مسلمة بن عبد الملك مؤدب ولده: اني قد وصلت جناحك بعضدي ورضيت بك قرينا لولدي، فاحسن سياستهم تدم لك استقامتهم، وأسهل بهم في التأديب عن مذاهب العنف، وعلمهم معروف الكلام وجنبهم مثاقبة اللئام، وانههم ان يعرفوا بما لم يعرفوا، وكن لهم سائسا«شفيقا» ومؤدبا«رفيقا» تكسبك الشفقة منهم الصحبة والرفق وحسن القبول ومحمود المغبة، ويمنحك ما أدى من أثرك عليهم وحسن تأديبك لهم مني جميل الرأي وفاضل الإحسان ولطيف العناية.